# D. D. Lewis
Dwight Douglas „D. D.“ Lewis (* 16. Oktober 1945 in Knoxville, Tennessee, USA) ist ein ehemaliger US-amerikanischer American-Football-Spieler. Er spielte als Linebacker in der National Football League (NFL) bei den Dallas Cowboys.

## Jugend
D. D. Lewis wuchs in Knoxville auf. Er hat noch dreizehn ältere Geschwister und wurde von seinen Eltern nach Dwight Eisenhower und Douglas McArthur benannt. Bereits in der High School spielte er Football und wurde aufgrund seiner sportlichen Leistungen in die Schüler-Auswahl-Mannschaft seines Heimatstaates gewählt.

## Spielerlaufbahn

### Collegekarriere
Im Jahr 1965 wechselte D. D. Lewis an das College. Er spielte für die Mannschaft der Mississippi State University auf der Position eines Linebackers. Obwohl die Mississippi State Bulldogs während seiner Studienzeit notorisch erfolglos waren (sie gewannen nur sieben von 30 Spielen) wurde er zu mehreren Auswahlspielen berufen, mehrfach sportlich ausgezeichnet und zum All American gewählt.

### Profikarriere
D. D. Lewis wurde im Jahr 1968 von den von Tom Landry trainierten Cowboys in der sechsten Runde an 159. Stelle im NFL Draft gezogen. Die Cowboys hatten sich unter Landry zu einer Spitzenmannschaft entwickelt, ihre Defense um namhafte Spieler wie Jethro Pugh, Rayfield Wright oder Chuck Howley ging als Doomsday Defense in die Geschichte der NFL ein.
In seinen ersten vier Spieljahren wurde er vom Defensive Coordinator Ernie Stautner zunächst nur als Ersatzspieler eingesetzt. Im Spieljahr 1970 konnte er mit seiner Mannschaft seinen ersten Meistertitel gewinnen. Nachdem die Mannschaft in der Regular Season zehn von 14 Spielen gewinnen konnte, setzten sich die Cowboys im NFC Championship Game gegen die San Francisco 49ers mit 17:10 durch. Im Super Bowl V musste sich seine Mannschaft allerdings den Baltimore Colts mit 16:13 geschlagen geben.
Im Jahr 1971 gewann D. D. Lewis mit den Cowboys in der Regular Season elf von 14 Spielen und zog damit erneut in die Play-offs ein. Nach einem 14:3-Sieg über die San Francisco 49ers im NFC Endspiel gelang der Einzug in den Super Bowl VI. In diesem Spiel gelang ein 24:3-Sieg gegen die Miami Dolphins, womit Lewis seinen ersten Super Bowl gewonnen hatte.
Die nächsten drei NFC-Meisterschaften und den Super Bowl XII gewann Lewis dann als Starter auf der Position eines Linebackers.
Die Cowboys konnten in der Regular Season 1975 10 von 14 Spielen gewinnen. Lewis konnte beim 37:7-Sieg seiner Cowboys im NFC Championship Game über die Los Angeles Rams zwei Pässe vom Quarterback der Rams Ron Jaworski abfangen und damit einen Raumgewinn von 20 Yards erzielen. Das Team aus Texas musste sich allerdings den Pittsburgh Steelers, die von Chuck Noll betreut wurden, im Super Bowl X geschlagen und geben und verlor knapp mit 21:17.
Im Jahr 1977 konnte D. D.Lewis mit den Dallas Cowboys seinen zweiten Super Bowl gewinnen. Er zog mit seinem Team nach zwölf Siegen bei zwei Niederlagen in der regular Season in das NFC Championship Game ein, wo die Minnesota Vikings bei ihrer 23:6-Niederlage chancenlos blieben. Diesem Spiel folgte im Super Bowl XII ein 27:10-Sieg über die Denver Broncos. Lewis konnte in diesem Spiel den Quarterback der Broncos Craig Morton hinter der Line of Scrimmage einmal zu Fall bringen.
Im Jahr 1978 gewann Lewis seinen fünften Titel in der National Football Conference. Erneut konnten die Los Angeles Rams im NFC Championship Game geschlagen werden. Dem 28:0-Sieg über die Rams stand allerdings eine 35:31-Niederlage gegen die Pittsburgh Steelers im Super Bowl XIII entgegen. Lewis gelang es auch in diesem Spiel eine Interception zu erzielen. Lewis blieb noch weitere drei Jahre bei den Cowboys aktiv und beendete 1981 seine Laufbahn. Insgesamt bestritt er in seiner Laufbahn 12 NFC-Meisterspiele von denen er mit seinem Team fünf gewinnen konnte.

## Ehrungen
Dwight Douglas Lewis ist Mitglied in der College Football Hall of Fame, in der Sport-Ruhmeshalle seines Colleges, sowie in der Tennessee Sports Hall of Fame und in der Mississippi Sports Hall of Fame.

## Abseits des Spielfelds
Neben weiteren Spielern der Dallas Cowboys wie John Niland oder Billy Truax spielte Lewis im Jahr 1973 im Kinofilm Die Bestie einen Polizeibeamten.

## Nach der Laufbahn
Der sozial engagierte D. D. Lewis arbeitete nach seiner Laufbahn in einer Führungsposition bei der Firma Potash Corporation of Saskatchewan in Dallas. Er ist verheiratet und hat zwei Kinder.

## Quelle
- Jens Plassmann: NFL – American Football. Das Spiel, die Stars, die Stories (= Rororo 9445 rororo Sport), Rowohlt, Reinbek bei Hamburg 1995, ISBN 3-499-19445-7
- Peter Golenbock: Landry's Boys: An Oral History of a Team and an Era, Triumph Books, 2005, ISBN 1-617-49954-4
- Brian Jensen, Troy Aikman: Where Have All Our Cowboys Gone, 2005, ISBN 1-461-63611-6